# Thrybius togashii
Thrybius togashii är en stekelart som beskrevs av Kusigemati 1982. Thrybius togashii ingår i släktet Thrybius och familjen brokparasitsteklar. Inga underarter finns listade i Catalogue of Life.